# 이윤석 (육상 선수)
이윤석은 대한민국의 중거리달리기 선수이다. 1948년 하계 올림픽 중거리달리기 남자 800m에 출전했다.